# Vadelaincourt (Cousances)
Die Vadelaincourt ist ein Fluss in Frankreich, der im Département Meuse in der Region Grand Est verläuft. Sie entspringt im Gemeindegebiet von Lemmes, entwässert generell in nordwestlicher Richtung durch die Naturlandschaft der Argonnen und mündet nach rund 20 Kilometern als rechter Nebenfluss in die Cousance.

## Orte am Fluss
- Lemmes
- Vadelaincourt
- Les Souhesmes-Rampont
- Jouy-en-Argonne
- Dombasle-en-Argonne
- Récicourt
- Parois, Gemeinde Clermont-en-Argonne